# 上海市作家协会
上海市作家協會是中华人民共和国上海市作家组成的人民团体，是中国作家协会的团体会员，下设“专业作家、签约作家资格评审”、“发展会员审批”、“会员经费筹划使用审核”、“作家权益保障”等四个专项委员会。

## 历史沿革
1949年9月中華全國文學工作者協會上海分會成立，1953年更名華東作家協會。1954年12月改名为中国作家协会上海分会，仍保持華東作協第一屆理事會。1991年改為上海市作家協會。

## 历届主席
第一届
　　主席：夏衍。副主席：巴 金、于伶、周而复、章靳以、许杰。
　　
第二届：
　　主席：巴金。副主席：周而复、于 伶、章靳以、许 杰。
　　
第三届
　　主席：巴金。副主席：于 伶、叶以群、刘大杰、吴 强、郭绍虞、魏金枝。
　　
第四届
　　主席：于伶。副主席：（以姓氏笔画为序）王元化、王西彦、王辛笛、艾明之、包文棣、师陀、孙峻青、杜 宣、肖 岱、吴 强、陈伯吹、罗 洛、柯灵、草婴、茹志鹃（常务）、哈 华、徐中玉、菡 子、蒋孔阳。
　　
第五届
　　名誉主席：巴金，主席：徐中玉。副主席：（以姓氏笔画为序）王安忆、白桦、罗 洛（常务）、赵长天、徐俊西。
第六届
　　名誉主席：巴金，主席：罗洛。副主席：徐俊西（常务）、王安忆、叶辛、孙 颙、赵长天、赵丽宏。
　　
第七届
　　主席：王安忆。副主席：任仲伦、叶 辛、赵长天、孙 颙、赵丽宏、王纪人、陈思和、秦文君。
　　
第八届
　　主席：王安忆。副主席：孙 颙、赵长天、叶 辛、赵丽宏、王纪人、陈思和、秦文君、任仲伦、杨遗华、王晓明。
　　
第九届
　　主席：王安忆。副主席：（以姓氏笔画为序）：王晓明、叶辛、孙颙、孙甘露、杨扬、汪澜、陈村、陈思和、赵丽宏、秦文君。
第十届2018年12月17日
　　主席：王安忆
　　副主席：（以姓氏笔画为序）马文运、王　伟、王晓明、孙甘露、杨　扬、陈思和、赵丽宏、秦文君、袁筱一、潘向黎、薛　舒
第十一届
　　主席：孫甘露